# Capitaine Futur

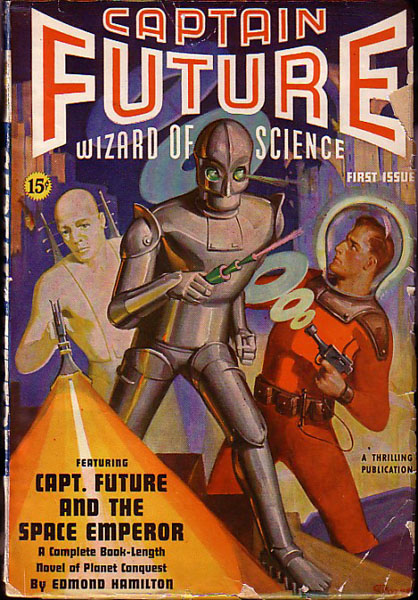
Couverture de L'Empereur de l'espace, premier roman de Capitaine Futur.

Capitaine Futur (titre original : Captain Future) est une série de romans et nouvelles de science-fiction écrite par Edmond Hamilton à partir de 1940. En France, elle est connue pour l'adaptation de la série sous forme de dessin animé par le studio japonais Toei Animation, sous le titre français de Capitaine Flam.

## Parution en France
En dépit du succès de ce programme culte, aucun éditeur français n'avait jugé bon de traduire les récits de Captain Future jusqu'en 2017.
Les versions françaises de ces récits étaient alors les traductions amateures qui circulent sur Internet.
Les éditions Le Bélial' ont publié les deux premiers romans en mars 2017, puis un tome par an.

## Thématique de la série
En 1990, les Newton, un couple de scientifiques voulant développer des formes de vie artificielles, s'installent sur la Lune pour échapper à un politicien qui veut s'emparer de leurs découvertes. Leur fils Curtis Newton (surnommé Curt) est né dans leur laboratoire du  cratère Tycho. Avec l'aide du professeur Simon Wright qui a fait transférer son cerveau dans une boîte transparente, ils construisent Grag, un robot et Otho, un androïde synthétique. Le politicien les retrouve et assassine le couple avant d’être tué par Grag et Otho. Wright, Grag et Otho élèvent Curtis et en font un jeune homme extrêmement intelligent et fort. Dans les années 2010, il devient le Captain Future, un justicier à la tête des futuristes s'employant à aider les neuf planètes du système solaire, toutes habitées et habitables, contre les super-criminels et autres menaces.

## Romans et nouvelles

### Captain Future

#### Captain Future
1. Edmond Hamilton, L'Empereur de l'espace, Le Bélial', 2017 ((en) The Space Emperor, 1940), trad. Pierre-Paul DurastantiRéédité sous le titre Captain Future and the Space Emperor
2. Edmond Hamilton, Capitaine Futur à la rescousse, Le Bélial', 2017 ((en) Calling Captain Future, 1940), trad. Pierre-Paul Durastanti
3. Edmond Hamilton, Le Défi, Le Bélial', 2018 ((en) Captain Future's Challenge, 1940), trad. Pierre-Paul Durastanti
4. Edmond Hamilton, Le Triomphe, Le Bélial', 2019 ((en) The Triumph of Captain Future, 1940), trad. Pierre-Paul DurastantiRéédité sous le titre Galaxy Mission
5. Edmond Hamilton, Les Sept Pierres de l'espace, Le Bélial', 2020 ((en) The Seven Space Stones, 1941), trad. Pierre-Paul Durastanti, 230 p.  (ISBN 978-2-84344-963-5)Réédité sous le titre Captain Future and the Seven Space Stones
6. Edmond Hamilton, La Course aux étoiles, Le Bélial', 2021 ((en) Star Trail to Glory, 1941), trad. Pierre-Paul Durastanti, 216 p.  (ISBN 978-2-84344-983-3)
7. Edmond Hamilton, Le Magicien de Mars, Le Bélial', 2025 ((en) The Magician of Mars, 1941), trad. Pierre-Paul Durastanti, 208 p.  (ISBN 978-2-38163-183-7)
8. Edmond Hamilton, (en) The Lost World of Time, 1941
9. Edmond Hamilton, (en) Quest Beyond the Stars, 1942
10. Edmond Hamilton, (en) Outlaws of the Moon, 1942
11. Edmond Hamilton, (en) The Comet Kings, 1942
12. Edmond Hamilton, (en) Planets in Peril, 1942
13. Edmond Hamilton, (en) The Face of the Deep, 1943
14. Joseph Samachson, (en) Worlds to Come, 1943
15. Edmond Hamilton, (en) Star of Dread, 1943
16. Edmond Hamilton, (en) Magic Moon, 1944
17. Joseph Samachson, (en) Days of Creation, 1944Réédité sous le titre Tenth Planet

#### Startling Stories
1. Edmond Hamilton, (en) Red Sun of Danger, 1945Réédité sous le titre Danger Planet, crédité à Brett Sterling
2. Edmond Hamilton, (en) Outlaw World, 1946
3. Manly Wade Wellman, (en) The Solar Invasion, 1946
4. Edmond Hamilton, (en) The Return of Captain, 1950, nouvelle
5. Edmond Hamilton, (en) Children of the Sun, 1950, nouvelle
6. Edmond Hamilton, Les Harpistes de Titan, J'ai lu, 1977 ((en) The Harpers of Titan, 1950), nouvelle
7. Edmond Hamilton, (en) Pardon My Iron Nerves, 1950, nouvelle
8. Edmond Hamilton, (en) Moon of the Unforgotten, 1951, nouvelle
9. Edmond Hamilton, (en) Earthmen No More, 1951, nouvelle
10. Edmond Hamilton, Le Berceau de la création, Le Bélial', 2018 ((en) Birthplace of Creation, 1951), nouvelle

Note : Plusieurs numéros ont été réimprimés dans les années 1960.

## Séries animées
- 1979 : Capitaine Flam

D'après les œuvres de Edmond Hamilton par le studio Toei Animation.
- 2022 : Captain Future, ONA.

## Journaux
- Le Journal de Capitaine Flam